# Portada/efemèride abril 24
Nora Navas
« 23 d'abril · 24 d'abril · 25 d'abril »